# Corrente Comunista Internacional
A Corrente Comunista Internacional (CCI) é uma organização da Esquerda Comunista fundada em 1975 a partir de diversos grupos internacionais. Atualmente, a CCI tem 18 sessões territoriais espalhadas por vários países na Europa, América e Ásia.
A CCI é uma organização marxista e internacionalista que defende a auto-organização das lutas do proletariado através dos conselhos operários. Portanto, rejeita o sindicalismo, as táticas de frente popular, o apoio às lutas de libertação nacional, a luta armada praticada por grupos minoritários, etc.
Enquanto organização da Esquerda Comunista, a CCI denuncia o stalinismo e os regimes do chamado socialismo real como manifestações da barbárie capitalista .
A CCI se diferencia de outras correntes da Esquerda Comunista, dos bordiguistas e dos conselhistas por sua concepção do papel do Partido: para a CCI, o Partido deve traçar as orientações políticas do proletariado, mas jamais dirigí-lo.

## Posições políticas e atividades
As posições básicas da CCI, resumo dos princípios de sua plataforma são as seguintes conforme constam na última página de suas publicações:
1. Desde a Primeira Guerra mundial, o capitalismo é um sistema social decadente. Em duas ocasiões, o capitalismo já levou a humanidade a um ciclo bárbaro de crise, guerra mundial, reconstrução, nova crise. Nos anos 80, o capitalismo entrou na última fase de sua decadência, a de sua decomposição. Só há uma alternativa a esse declive histórico irreversível : socialismo ou barbárie, revolução comunista mundial ou destruição da humanidade.
2. A Comuna de Paris de 1871 foi a primeira tentativa do proletariado de levar a cabo sua revolução, numa época em que as condições ainda não estavam maduras. Com a entrada do capitalismo em seu período de decadência a Revolução de outubro de 1917 na Rússia foi o primeiro passo de uma autêntica revolução comunista mundial numa onda revolucionária internacional que pôs fim à guerra imperialista e se prolongou durante alguns anos. O fracasso desta onda revolucionária, especialmente na Alemanha em 1919-23, condenou a revolução russa ao isolamento e a uma rápida degeneração. O estalinismo não foi o produto da revolução russa, mas o seu coveiro.
3. Os regimes estatizados que, com o nome de "socialistas" ou "comunistas" surgiram na URSS, nos países do Leste Europeu, na China, em Cuba, etc., não foram nada mais do que outras formas, particularmente brutais, da tendência universal ao capitalismo de Estado, própria do período de decadência.
4. Desde princípios do século XX todas as guerras são guerras imperialistas, na luta mortal entre Estados, pequenos ou grandes, para conquistar um espaço na arena internacional ou manter-se no que já ocupam. Morte e destruição são a única contribuição dessas guerras à humanidade e isso numa escala cada vez maior. Só mediante a solidariedade internacional e a luta contra a burguesia em todos os países é que a classe trabalhadora poderá opor-se a elas.
5. Todas as ideologias nacionalistas de "independência nacional", de "direito dos povos à autodeterminação", seja qual for o pretexto, étnico, histórico, religioso, etc., são um verdadeiro veneno aos trabalhadores. Ao tentar fazer-lhes tomar partido de uma ou outra fração da burguesia, essas ideologias os levam a se opor e massacrar uns aos outros para defender o interesse de seus exploradores.
6. No capitalismo decadente, as eleições são uma farsa. Todo apelo a participar do circo parlamentar apenas reforça a mentira que apresenta as eleições como se fossem, para os explorados, uma verdadeira possibilidade de escolher. A "democracia", forma particularmente hipócrita da dominação da burguesia, não se diferencia, radicalmente, das demais formas da ditadura capitalista como o stalinismo e o fascismo.
7. Todas as frações da burguesia são igualmente reacionárias. Todos os autodenominados partidos "dos trabalhadores", "socialistas", "comunistas" (ou hoje "ex-comunistas" ), as organizações esquerdistas (sejam elas trotskistas, maoístas e ex-maoístas ou "anarquistas oficiais") compõem a esquerda do aparelho político do capital. Todas as táticas de "frente popular", "frente antifascista" ou "frente única", que pretendem misturar os interesses do proletariado aos de uma fração da burguesia só servem para frear e desviar a luta do proletariado.
8. Com a decadência do capitalismo, os sindicatos em toda parte se transformaram em órgãos da ordem capitalista no seio do proletariado. As formas sindicais de organização, sejam elas "oficiais" ou de "base" só servem para submeter à classe trabalhadora e sabotar suas lutas.
9. Para avançar no combate, a classe trabalhadora deve unificar suas lutas, encarregando-se ela mesma de sua extensão e de sua organização, mediante assembleias gerais soberanas e comitês de delegados eleitos e revogáveis a qualquer momento pelas assembleias.
10. O terrorismo não é de forma alguma um método de luta da classe trabalhadora. É a expressão de camadas sociais sem um futuro histórico e da decomposição da pequena burguesia, isso quando não é a expressão direta da guerra permanente entre os Estados capitalistas; por isso foi sempre um terreno privilegiado para as manipulações da burguesia. O terrorismo prega a ação direta das pequenas minorias e por tudo isso se situa no extremo oposto à violência de classe, que surge como ação de massas consciente e organizada do proletariado.
11. A classe trabalhadora é a única capaz de levar a cabo a revolução comunista. A luta revolucionária leva necessariamente a classe trabalhadora a um confronto com o Estado capitalista.

Para destruir o capitalismo, a classe trabalhadora deverá derrubar todos os Estados e estabelecer a ditadura do proletariado em escala mundial, ou seja o poder internacional dos Conselhos operários, que agruparão o conjunto do proletariado.
1. A transformação comunista da sociedade pelos Conselhos operários não significa nem "autogestão", nem "nacionalização" da economia. O comunismo exige a abolição consciente das relações sociais capitalistas pela classe proletária, ou seja, o fim do trabalho assalariado, da produção de mercadorias e das fronteiras nacionais. Exige a criação de uma comunidade mundial cuja atividade total seja orientada à plena satisfação das necessidades humanas.
2. A organização política revolucionária é a vanguarda do proletariado, fator ativo do processo de generalização da consciência de classe em seu seio. Sua função não consiste nem em "organizar à classe trabalhadora", nem "tomar o poder" em seu nome, mas sim em participar ativamente na unificação das lutas, para que os trabalhadores por si mesmos tenham controle delas, e em divulgar a orientação política revolucionária do combate do proletariado.[5].

### Filiação política
Para a CCI, "As posições das organizações revolucionarias e sua atividade são o produto das experiências passadas da classe operária e dos ensinamentos que foram tomados dessas experiências ao longo da história por suas organizações políticas. A CCI se considera descendente das contribuições sucessivas da Liga dos Comunistas de Marx e Engels (1847-52), das três Internacionais (a Associação Internacional dos Trabalhadores, 1864-72, a Internacional Socialista, 1884-1914, a Internacional Comunista, 1919-28), das frações de esquerda que se constituíram, nos anos 1920-30, no seio da Terceira Internacional durante sua degeneração, da qual foram expulsas. Em particular as esquerdas comunistas alemã, holandesa e italiana. »

### Atividades
1. O esclarecimento teórico e político dos fins e os meios da luta do proletariado, das condições históricas e imediatas dessa luta.
2. A intervenção organizada, unida e centralizada, em nível internacional, para contribuir no processo que leva à ação revolucionária da classe trabalhadora.
3. O agrupamento de revolucionários para a constituição de um autêntico partido comunista mundial, indispensável ao proletariado para a derrubada da dominação capitalista e em sua marcha para a sociedade comunista.

## Publicações
As seções da CCI publicam periódicos como: Révolution internationale (França), World revolution (Reino Unido), Revolução Mundial (Brasil), Internationalism (Estados Unidos), Weltrevolution (Alemanha e Suíça), Accion proletaria (Espanha), Revolucion mundial (México), Internacionalismo (Venezuela), Rivoluzione internazionale (Italia), Internationalisme (Bélica, em francês e holandês), Wereld revolutie (Holanda), Internationell revolution (Suécia), Communist internationalist (Índia), etc.
A CCI também publica em inglês, francês e espanhol um boletim teórico trimestral, a Revista Internacional. Entre os livros publicados pela organização estão histórias da esquerdas comunistas holandesa/alemã, italiana, russa, inglesa e francesa.

## Dissidências
Outros grupos da Esquerda Comunista têm a sua origem em cisões da CCI, como a Internationalist Perspective (inicialmente chamada "Fracção Externa da CCI"), que abandonou a CCI em 1985; o Grupo Internacional da Esquerda Comunista, criado em 2013 a partir da "Fracção Interna da CCI"; ou o Grupo Comunista Internacionalista, criado a partir de militantes que abandonaram a CCI em 1979.

## Artigos relacionados
- Comunismo
- Esquerda comunista
- internacionalismo
- Marxismo